# Franciszek Nádasdy

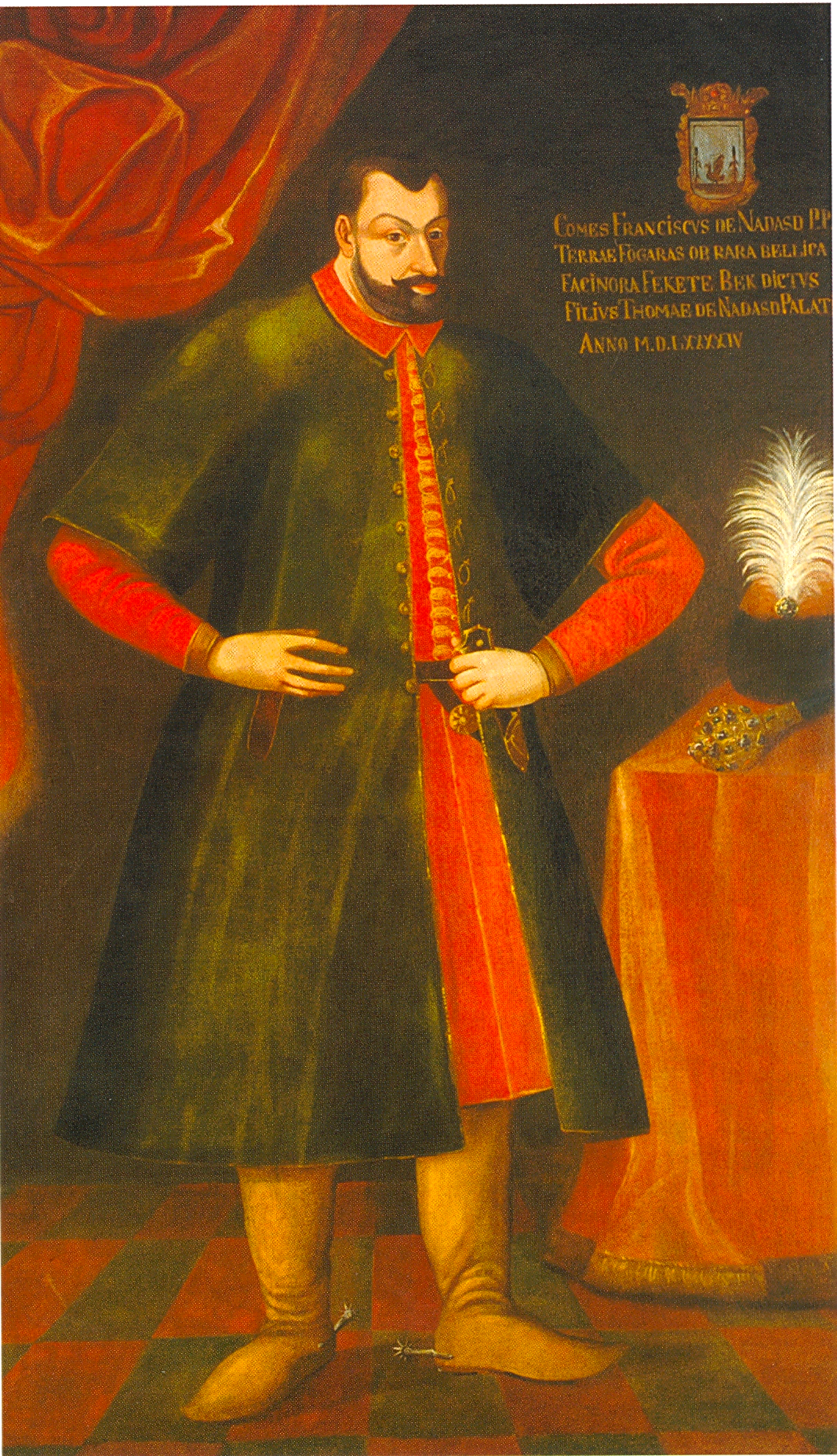

Franciszek Nádasdy (ur. 6 października 1555 r. w Sárvárze, zm. 4 stycznia 1604 r.) – węgierski możnowładca, dowódca wojskowy w walkach z Turkami, wierny poplecznik Habsburgów. Mąż Elżbiety Batorówny.